# El ojo en la oscuridad
El ojo en la oscuridad (en italiano: Gatti rossi in un labirinto di vetro, lit. 'Gatos rojos en un laberinto de cristal') es una película italiana de giallo y slasher de 1975 escrita y dirigida por Umberto Lenzi.

## Argumento

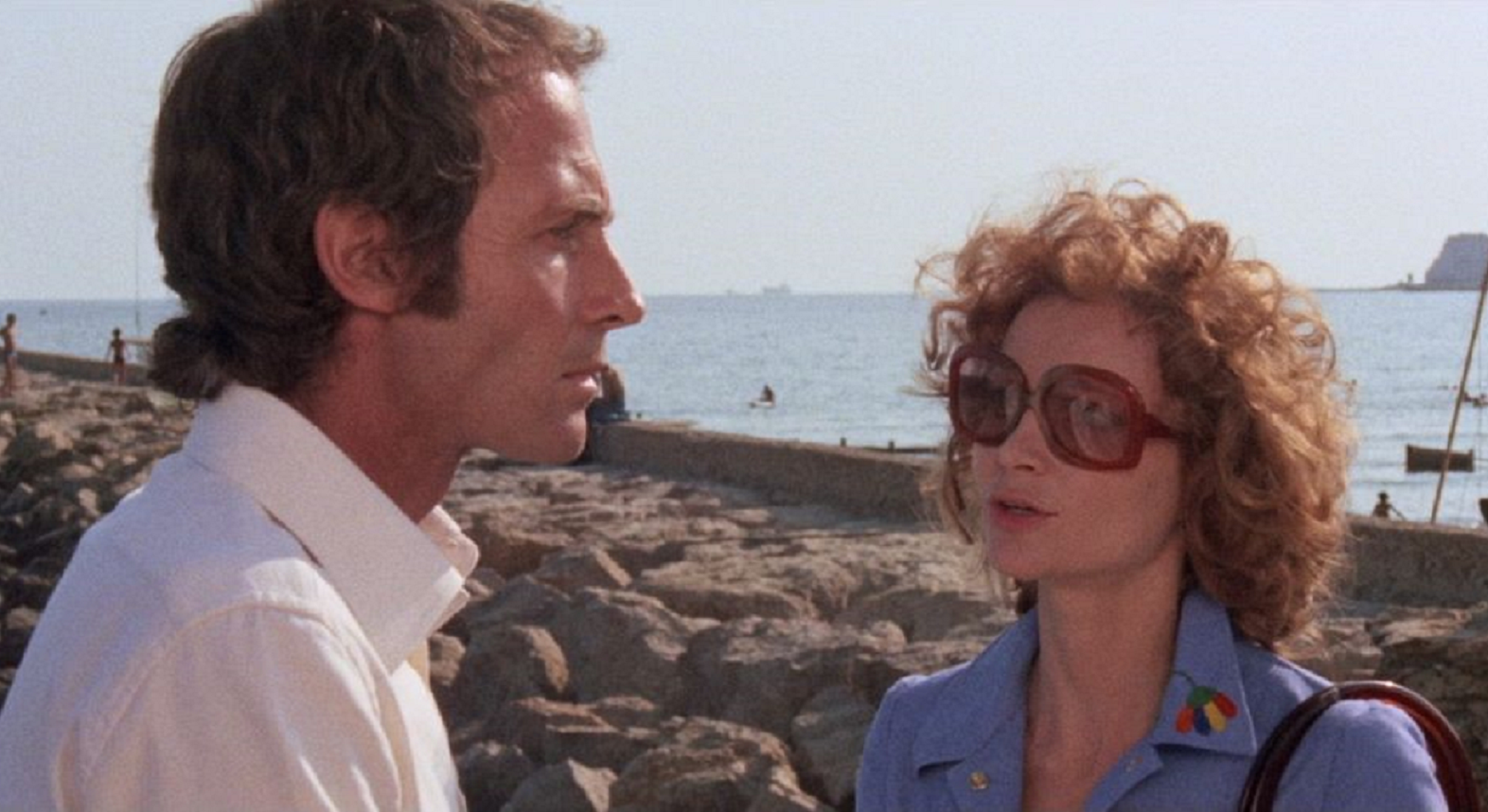
John Richardson y Martine Brochard en una escena de la película.

Alma Burton, cuyo matrimonio con Mark, propietario de una empresa de marketing en el estado estadounidense de Vermont, está al borde del divorcio, tiene programado ir a un hospital psiquiátrico en Nueva York para recibir tratamiento. Sin embargo, en el aeropuerto cambia sus planes con poca antelación y viaja vía Barcelona hasta Miami, Florida.
Mientras están en la ciudad española, un grupo de turistas estadounidenses, entre los que se encuentran la secretaria Paulette Stone, la fotógrafa Lisa Sanders y su amiga modelo afroestadounidense Naiba, así como varios empresarios adinerados, exploran en autobús los lugares de interés de Barcelona. Sin embargo, el grupo pronto se ve sacudido por un incidente espantoso: el misterioso asesinato de una mujer local. La víctima, una joven, es brutalmente asesinada por un asesino vestido con un impermeable rojo que también le arranca el ojo izquierdo. Poco después, la atractiva estadounidense Peggy se convierte en la próxima víctima del desconocido asesino en serie, provocando consternación entre los viajeros.
El anciano inspector Tudela, que se encuentra en su última semana de trabajo antes de jubilarse, se hace cargo de la investigación junto con su joven sucesor. Al principio la policía no sabe nada, pero pronto sospecha que el perpetrador se encuentra en el entorno del grupo, por lo que cada uno de los viajeros es clasificado formalmente como un asesino potencial.
Mark Burton pronto también se une al grupo, que incluye a su amante, Paulette Stone. Sin embargo, la serie de asesinatos no se detiene, y Mark teme que su inestable esposa pueda ser la asesina, ya que una vez la encontró tirada en el suelo junto a él con un cuchillo ensangrentado y un ojo en la mano. Mantuvo este incidente en secreto en ese momento e incluso ocultó las huellas para no poner en peligro su matrimonio. 
Poco después, Lisa Sanders es asesinada, pero antes de morir logra tomar una foto incriminatoria del asesino en serie, mientras Naiba (revelada como su amante lesbiana) interrumpe el ataque, por lo que el asesino, al contrario de crímenes anteriores, no mutila a su víctima. La fotografía de  Lisa revela que Paulette es la asesina, quien sorprendida con las manos en la masa. En presencia de Naiba y Mark, el inspector hiere mortalmente a Paulette, armada con un cuchillo. Se revela que a Paulette le falta el ojo izquierdo debido a un accidente cuando era niña, y de ahí el motivo de los asesinatos y la mutilación de las víctimas.
El joven inspector felicita a su experimentado predecesor, que logró resolver la delicada serie de asesinatos en una semana. Mark también hace una llamada telefónica conciliadora a su esposa Alma, a quien le da otra oportunidad de salvar su matrimonio.

## Reparto
- Martine Brochard como Paulette Stone.
- John Richardson como Mark Burton.
- Ines Pellegrini como Naiba Levin.
- Mirta Miller como Lisa Sanders.
- Daniele Vargas como Robby Alvarado.
- Andrés Mejuto como inspector Tudela.
- George Rigaud como Bronson.
- Silvia Solar como Gail Alvarado.
- Raf Baldassarre como Martínez.
- José María Blanco como inspector Lara.
- Marta May como Alma Burton.
- John Bartha como el Sr. Hamilton.
- Olga Pehar como la Sra. Randall.
- Verónica Miriel como Jenny Hamilton.
- Olga Montes como Peggy Randall
- Richard Kolin como el Sr. Randall.
- Rina Mascetti como enfermera del hospital.
- Fulvio Mingozzi como policía.
- Francesco Narducci como recepcionista del Hotel Presidente
- Tom Felleghy como forense.
- Lorenzo Piani
- Nestore Cavaricci como policía
- Carolyn De Fonseca como Gail Alvarado (voz).
- Laura Trotter como víctima de asesinato en castillo.

## Lanzamiento

### Medios domésticos
La película fue lanzada en DVD por Sinister Film el 1 de enero de 2014. Se anunció que 88 Films lanzaría una mega edición de la película en Blu-ray el 27 de agosto de 2018.

## Recepción
En su análisis de la película, el autor Louis Paul la describió como «entretenida» y «agradable». The Terror Trap le dio a la película 3/4 estrellas, calificándola de «[un] giallo completamente agradable de Umberto Lenzi». El crítico también elogió la banda sonora de la película, la «trama extraña», el reparto y las secuencias de muerte. Justin Kerswell de Hysteria Lives! otorgó a la película 3/5 estrellas, afirmando que la película era el giallo menos logrado del director Lenzi, pero también afirmó que fueron «90 minutos completamente entretenidos de basura slasher». Dan Budnik de The Bleeding Skull! calificó la película como «un giallo muy entretenido» y elogió la atmósfera, el ritmo y los personajes extraños de la película.
A TV Guide le desagradó la película, calificándola de «inútil» y criticó al villano efectista de la película.